# Pietro Longhi
Pietro Longhi, nato Pietro Falca (Venezia, 15 novembre 1701 – Venezia, 8 maggio 1785), è stato un pittore italiano.

Longhi compie il suo apprendistato come pittore di storia e di soggetti religiosi, per dedicarsi poi alle scene di vita quotidiana. Protagonisti dei suoi dipinti sono i cittadini veneziani, in genere mercanti e borghesi, ma non mancano dottori, lavandaie e precettori. Longhi riproduce con realismo e ironia le mode correnti e le abitudini dei suoi contemporanei.
(Carlo Goldoni, Le commedie, X, 1755)
Per l'opera del Longhi bisogna tener presente i costanti riferimenti al mondo teatrale, e può essere tracciato uno sviluppo parallelo tra l'opera del pittore e quella del commediografo Goldoni, quest'ultimo, attraverso il superamento della commedia dell'arte, crea un nuovo tipo di teatro ispirato alla vita reale, allo stesso modo l'artista, pittore principalmente dell'alta borghesia mercantile veneziana, propone nella sua pittura, un'attenta osservazione e la cronaca puntuale del costume sociale di un'intera epoca.

## Biografia

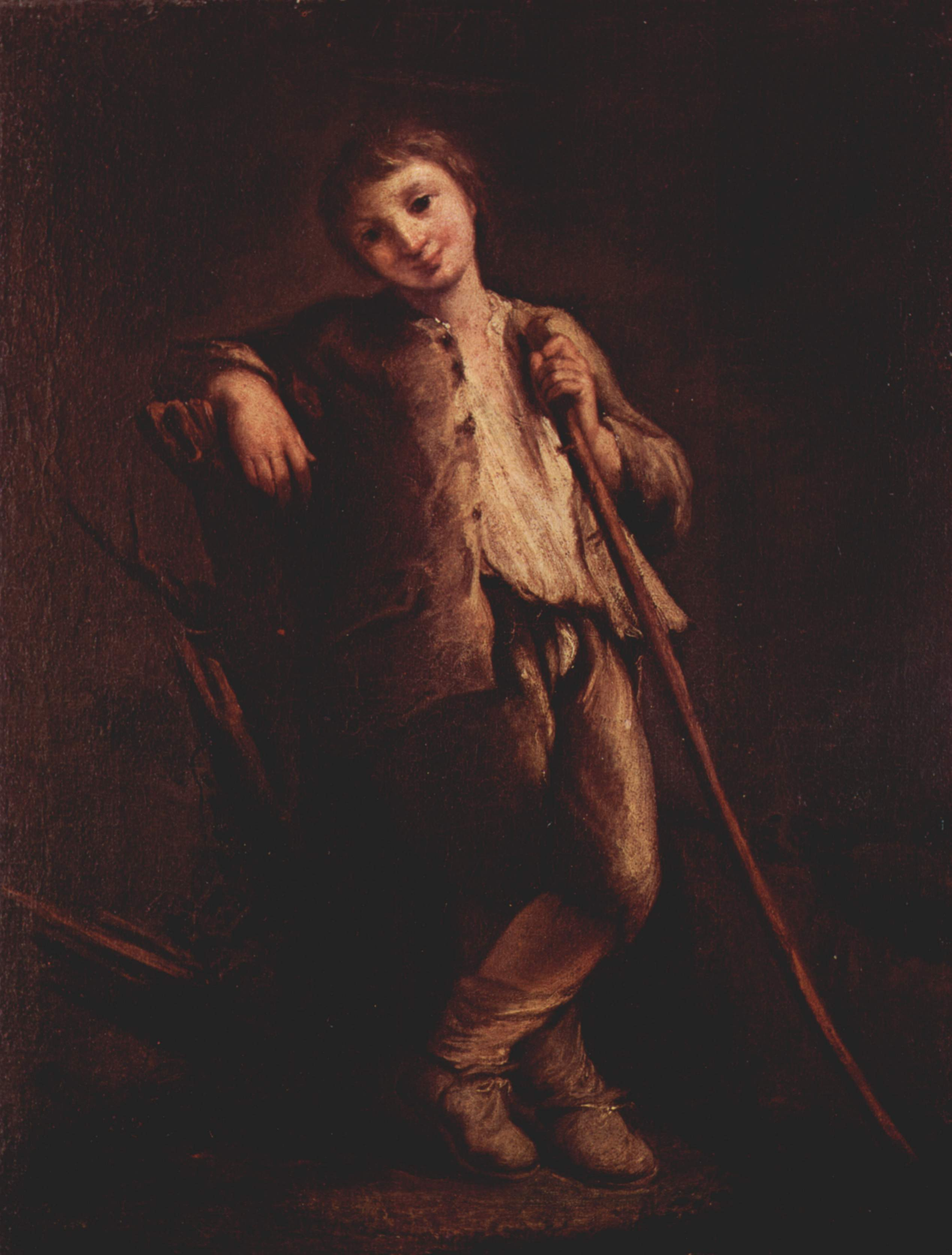
Pastorello in piedi, 1740, Rovigo, Museo del Seminario

Nasce a Venezia, nella parrocchia di Santa Margherita, dall'argentiere Piero Falca. Nel libro dei battesimi è registrato come Pietro Falca e si ignora l'origine del cognome Longhi, che compare solo nei documenti riguardanti la sua attività artistica.
Come attestano il figlio Alessandro e Pietro Guarienti, ebbe una prima formazione presso la bottega di Antonio Balestra quindi, su raccomandazione di quest'ultimo, trascorse un periodo a Bologna come discepolo di Giuseppe Maria Crespi.
È per la prima volta documentato l'8 luglio 1732 come autore della pala del San Pellegrino condannato al supplizio nella chiesa parrocchiale di San Pellegrino (Bergamo). In quest'opera sono stati notati influssi derivanti da Antonio Balestra, Sebastiano Ricci e Giovanni Battista Tiepolo.
Il 27 settembre 1732 sposa Caterina Maria Rizzi nella chiesa veneziana di San Pantalon e il 12 giugno 1733 viene al mondo il primogenito Alessandro, cui seguiranno altri dieci figli, di cui però solo Maddalena Anna, nata nel 1738 e Antonia Lucia, nata nel 1741, giungeranno alla maggiore età. Antonio Maria Zanetti menziona in quest'anno la pala longhiana dell'Adorazione dei Magi nella chiesa veneziana di Santa Maria Materdomini, dalla quale scomparve nei primi anni dell'Ottocento, per essere poi riconosciuta dal Martini nel 1964, con qualche incertezza di attribuzione, nella Scuola veneziana di San Giovanni Evangelista.
Nel 1734 termina e data gli affreschi veneziani delle pareti e del soffitto dello scalone di Ca' Sagredo a Santa Sofia, rappresentanti la Caduta dei giganti, nei quali sono stati ravvisati influssi bolognesi, così da ipotizzare un viaggio a Bologna intorno al 1733.
Abbandonata molto presto la pittura religiosa e mitologica, gli influssi bolognesi si accentuano nelle scene di genere dipinte dalla metà degli anni Trenta al 1740 circa, come nei quadri con motivi rustici e contadineschi ispirati agli esempi olandesi e fiamminghi, tra questi i Pastorelli di Rovigo, di Bassano, la "Filatrice" e le "Filatrici" di Venezia (Pinacoteca Querini Stampalia) dal colore pastoso e dalla luce fredda, non a caso attribuite a lungo al bolognese Giuseppe Maria Crespi, o le tele custodite in Ca' Rezzonico. Successive varianti di questi soggetti risentono in parte dello stile di Giovan Battista Piazzetta come, ad esempio,  la "Contadina addormentata" di Venezia (Pinacoteca Querini Stampalia).

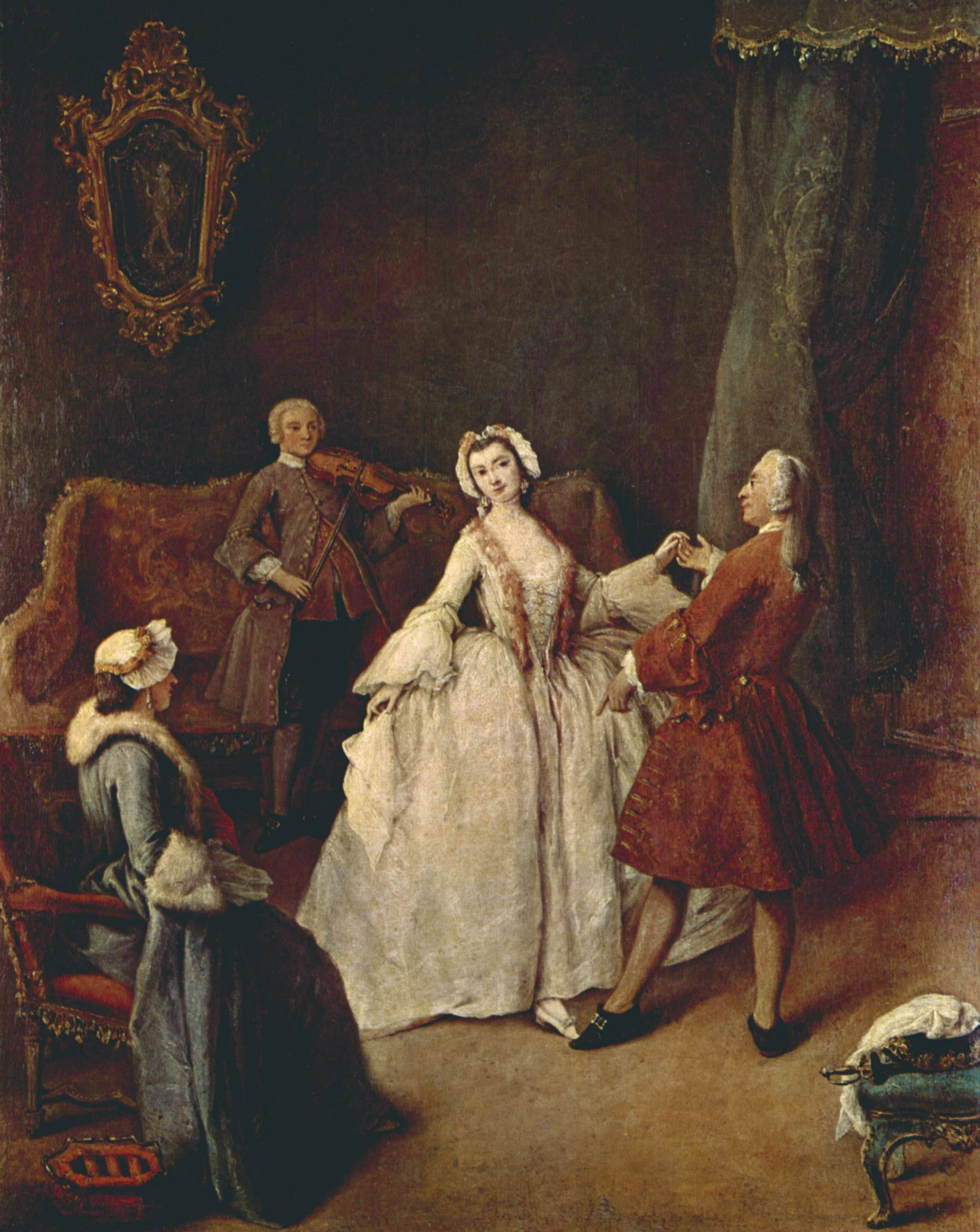
La lezione di danza, ca 1741, Venezia, Gallerie dell'Accademia

Si iscrive nel 1737 alla Fraglia dei pittori veneziani - ne farà parte fino al 1773 - e dal 1740 risulta domiciliato presso Leonardo Emo, nella parrocchia di San Pantalon, nell'edificio attualmente recante il numero civico 3802, dove abiterà per tutta la vita. Il 7 settembre Giulia Calbo Giovanelli fa spedire al barone Fedrigazzi a Innsbruck La clemenza di Tito, ora perduta.
Alla fine degli anni Trenta, Longhi si allontana dai soggetti del Crespi o, come scrive il figlio Alessandro, avendo uno spirito brillante e bizzarro, posesi a dipinger in certe piccole misure Civili trattenimenti, cioè Conversazioni, Riduzioni; con ischerzi d'amore, di gelosie; i quali tratti esattamente dal naturale fecero colpo, per avvicinarsi, appunto, alle scene di conversazioni inglesi e alle scene galanti francesi; dai soggetti popolari eseguiti con forti contrasti cromatici, passa così a rappresentazioni pacate, ricche di particolari con modulazioni luminose delicate e profondità spaziale, come nel firmato e datato 1741 Il concertino la prima scena di vita veneziana, e nelle contemporanee La lezione di danza, Il sarto, La toeletta, La presentazione e La visita alla biblioteca di Worcester.
Si pensa che il Longhi abbia conosciuto opere di fiamminghi come Cornellsz, inglesi come William Hogarth, e anche francesi come Watteau, tramite incisioni portate dal pittore e incisore francese Joseph Filpart, attivo a Venezia dal 1737 al 1750. Anche gli esempi di Rosalba Carriera, grande pastellista che ben conosceva la pittura francese e dell'amico Jacopo Amigoni, portano Longhi a una stesura tonale più sottile e a un uso discreto delle ombre colorate, con tocchi leggeri di pennello che producono sulla tela piccole macchie di elevata luminescenza.

Il 25 marzo 1745 s'inaugura la cappella della Madonna di Loreto nella chiesa di San Pantalon, con gli affreschi longhiani della Madonna col Bambino, santi e angeli, la Madonna di Loreto, l'Apparizione della Madonna col Bambino, la Madonna col Bambino e sante e una Santa martire che, per quanto danneggiati nel 1954, confermano la presenza nel Longhi del colorismo della Carriera e dell'Amigoni: 
(Valcanover, 1956)

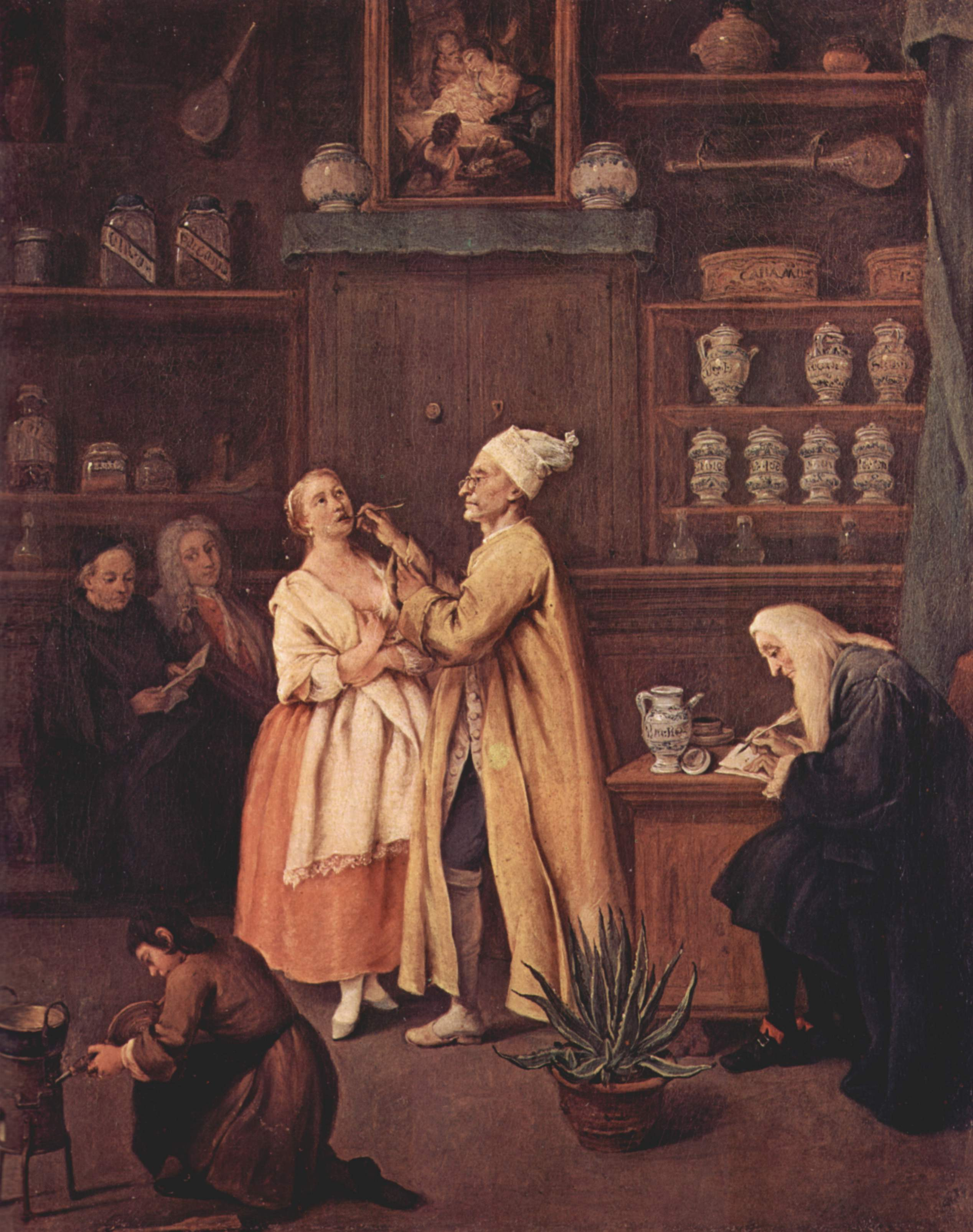
Il farmacista, 1752, Venezia, Ca' Rezzonico

Appartengono a questi anni le tele Il risveglio del cavaliere e La moscacieca, delle Collezioni reali di Windsor e Lo svenimento e Il gioco della pentola della National Gallery di Washington, ma anche le tele, già nella collezione Gambara e ora Pancieri, nel castello di Zoppola e quelle della Pinacoteca veneziana Querini Stampalia le quali, datate al 1750, mostrano una ripresa dei temi crespiani che tuttavia non avranno seguito, avviandosi decisamente il Longhi per almeno vent'anni nella corrente pittorica del rococò veneziano espresso dalla Carriera, dall'ultimo Ricci e da Gianantonio Guardi.
Nella prima metà degli anni Cinquanta si dedica prevalentemente alle carriere, rappresentazioni di reali e comuni attività popolari e borghesi, come Il cavadenti, L'indovino, La venditrice di frìtole o il noto Il farmacista, dove Longhi unisce l'influsso francese con un'osservazione bonariamente ironica di stampo e di colore veneziano; nella parete di fronte, in alto, rende omaggio al vecchio maestro Antonio Balestra riproducendone una sua Natività. Di poco successivo (1755-57) è il gruppo dei Sacramenti: sette tele commissionate da Giovanni o Andrea Querini Stampalia e tuttora conservate a Venezia nella omonima Pinacoteca, che iconograficamente si rifanno alle opere di analogo tema del Crespi, ma interpretate nella sfumata forma coloristica comune di questo periodo maturo del Longhi (Dazzi-Merkel, 1979, pp. 22; 90-91).
Il 31 dicembre 1756 è accolto nell'Accademia veneziana di pittura e scultura, presieduta dal Tiepolo, presentando, quale Morceau de réception un Pitagora filosofo, ora conservato alle Gallerie dell'Accademia, e insegnandovi fino al 1780. Data al 1756 L'indovina della National Gallery di Londra.
Il 13 agosto 1760 Gaspare Gozzi lo cita nella "Gazzetta Veneta" confrontandolo col Tiepolo e il 2 settembre Pietro Gradenigo lo qualifica "pittore per attitudini naturali, e parlanti caricature".
Dagli anni Sessanta muta lo stile longhiano, con tonalità brunastre e un disegno che appare meno curato, per il quale si è ipotizzata una sua consapevole scelta "rembrandtiana" sulla scia del contemporaneo Nogari, ma appare in realtà la stanchezza di una maniera che, dopo tanti anni, non trova più una capacità di rinnovamento. Nonostante ciò appartiene a questo periodo la notevole serie de La "Caccia in valle", suddivisa in sette episodi che narrano le varie fasi nelle quali si articola il soggetto. Commissionati al L. dal nobile Pietro Barbarigo, i dipinti datano fra il 1765 e il '70 e sono anch'essi custoditi a Venezia nella Pinacoteca Querini Stampalia (Dazzi-Merkel, 1979, p. 95). La serie piacque molto, al suo tempo, tanto che fu tradotta in incisione da Marco Pitteri con l'aggiunta di didascalie esplicative in versi endecasillabi.
Nel 1763 dirige l'Accademia di disegno e intaglio, istituita dalla famiglia Pisani, poi chiusa nel 1766; si fa più importante l'attività di ritrattista, a cui partecipa anche il figlio Alessandro. Nel 1779 partecipa all'elezione all'Accademia di Antonio Canova; l'8 maggio 1785, dopo una malattia di dieci giorni, muore da mal di petto.

## Itinerario critico

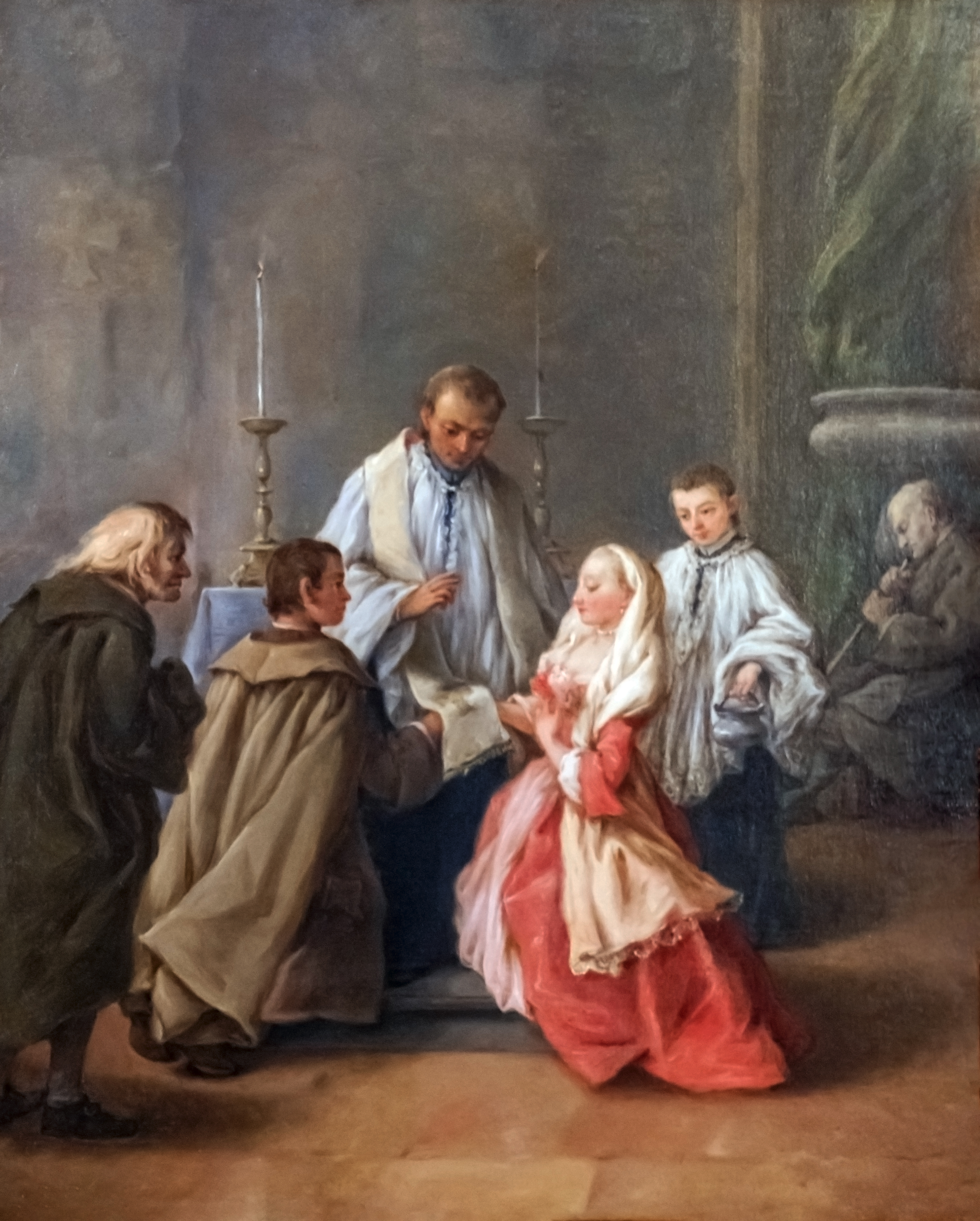
Il matrimonio, 1755-57, Venezia, Pinacoteca Querini Stampalia

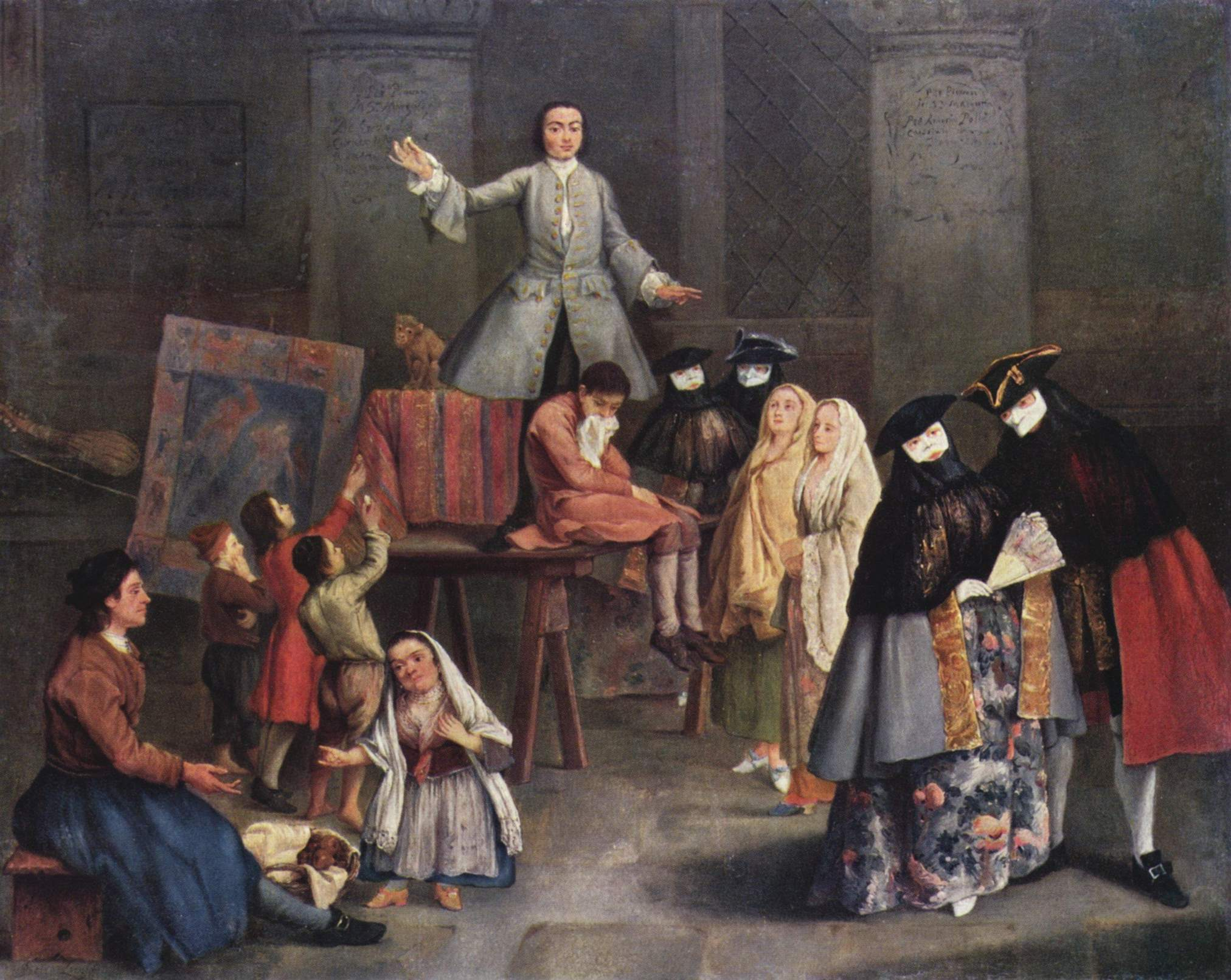
Il cavadenti, ca 1750, Milano, Pinacoteca di Brera

(Berenson)
(Ravà)
(Damerini)
(Chastel)
(Levey)
(Argan)

## Opere
- San Pellegrino condannato al supplizio, 1730 - 1732, olio su tela, 400 × 340, parrocchiale di San Pellegrino (Bergamo)
- Adorazione dei Magi, 1730 - 1732, olio su tela, 190 × 150, Venezia, Scuola di San Giovanni Evangelista
- Caduta dei giganti, affreschi, Venezia, Ca' Sagredo, 1734
- Pastorello seduto, 1740, olio su tela, 61 × 48, Bassano, Museo civico
- Pastorello in piedi, 1740, olio su tela, 61 × 48, Rovigo, Museo del Seminario
- Pastorella con fiore, 1740, olio su tela, 61 × 48, Bassano, Museo civico
- Pastorella con gallo, 1740, olio su tela, 61 × 48, Bassano, Museo civico
- La filatrice, 1740, olio su tela, 61 × 50, Venezia, Ca' Rezzonico
- Le lavandaie, 1740, olio su tavola, 61 × 50, Venezia, Ca' Rezzonico
- L'allegra coppia, 1740, olio su tela, 61 × 50, Venezia, Ca' Rezzonico
- La polenta, 1740, olio su tela, 61 × 50, Venezia, Ca' Rezzonico
- I bevitori, 1740 - 1745, olio su tela, 61 × 48, Milano, Galleria d'Arte Moderna
- Il concertino, 1741, olio su tela, 60 × 48, Venezia, Gallerie dell'Accademia
- La lezione di danza, circa 1741, olio su tela, 60 × 49, Venezia, Gallerie dell'Accademia
- Il sarto, circa 1741, olio su tela, 60 × 49, Venezia, Gallerie dell'Accademia
- La toeletta, circa 1741, olio su tela, 60 × 49, Venezia, Gallerie dell'Accademia
- La presentazione, circa 1741, olio su tela, 64 × 53, Parigi, Louvre
- La visita alla biblioteca, circa 1741, olio su tela, 59 × 44, Worcester, Worcester Art Museum
- Affreschi, 1744, Venezia, chiesa di San Pantalon
- Il risveglio del cavaliere, 1744, olio su tela, 49 × 60, Windsor, Collezioni reali
- La moscacieca, 1744, olio su tela, 48 × 58, Windsor, Collezioni reali
- Lo svenimento, 1744, olio su tela, 49 × 61, Washington, National Gallery
- Il gioco della pentola, 1744, olio su tela, 49 × 61, Washington, National Gallery
- La visita alla dama, 1746, olio su tela, 61 × 49, New York, Metropolitan Museum
- Incontro del procuratore con la moglie, 1746, olio su tela, 61 × 49, New York, Metropolitan Museum
- La visita al Lord, 1746, olio su tela, 61 × 49, New York, New York, Metropolitan Museum
- La modista, 1746, olio su tela, 61 × 49, New York, Metropolitan Museum
- Gruppo di famiglia, 1746, olio su tela, 61 × 49, Londra, National Gallery
- La visita del procuratore, circa 1750, olio su tela, 61 × 49, Londra, National Gallery
- Il cavadenti, circa 1750, olio su tela, 50 × 62, Milano, Brera
- Le lavandaie, circa 1750, olio su tela, 61 × 50, castello di Zoppola, Pordenone
- La polenta, circa 1750, olio su tela, 60 × 50, castello di Zoppola, Pordenone
- La filatrice, circa 1750, olio su tela, 61 × 50, castello di Zoppola, Pordenone
- Gli ubriachi, circa 1750, olio su tela, 61 × 50, castello di Zoppola, Pordenone
- La filatrice, circa 1750, olio su tela, 60 × 49, Venezia, Pinacoteca Querini Stampalia
- Le filatrici, circa 1750, olio su tela, 60 × 49, Venezia, Piancoteca Querini Stampalia
- La contadina addormentata, circa 1750, olio su tela, 61 × 50, Venezia, Pinacoteca Querini Stampalia
- La furlana, circa 1750, olio su tela, 61 x 49,5, Venezia, Pinacoteca Querini Stampalia
- La venditrice di fritole, circa 1750, olio su tela, 62 × 51, Venezia, Ca' Rezzonico
- Il rinoceronte, 1751, olio su tela, 62 × 50, Venezia, Ca' Rezzonico
- Il rinoceronte, circa 1751, olio su tela, 60 × 57, Londra, National Gallery
- L'indovina, 1752, olio su tela, 62 × 50, Venezia, Ca' Rezzonico
- La scuola di lavoro, 1752, olio su tela, 62 × 50, Venezia, Ca' Rezzonico
- La famiglia Sagredo, circa 1752, olio su tela, 60 x 49, Venezia, Fondazione Querini Stampalia
- La lezione di geografia, circa 1752, olio su tela, 61 × 49, Venezia, Fondazione Querini Stampalia.
- Il farmacista, 1752, olio su tela, 60 × 48, Venezia, Gallerie dell'Accademia
- Il solletico, 1755, olio su tela, 61 × 48, Madrid, Collezione Thyssen
- I Sacramenti, Il battesimo, 1755-57, olio su tela, 62 × 51, Venezia, Pinacoteca Querini Stampalia
- I Sacramenti, La cresima, 1755-57, olio su tela, 60 x 49, Venezia, Pinacoteca Querini Stampalia
- I Sacramenti, La confessione, 1755-57, olio su tela, 60 x 49, Venezia, Pinacoteca Querini Stampalia
- I Sacramenti, La comunione, 1755-57, olio su tela, 60 x 49, Venezia, Pinacoteca Querini Stampalia
- I Sacramenti, Il matrimonio, 1755-57, olio su tela, 62 x 50, Venezia, Pinacoteca Querini Stampalia
- I Sacramenti, L'ordine sacro, 1755-57, olio su tela, 61 x 49, Venezia, Pinacoteca Querini Stampalia
- I Sacramenti, L'estrema unzione, 1755-57, olio su tela, 61 x 50, Venezia, Pinacoteca Querini Stampalia
- La caccia alla lepre, 1755-60, olio su tela, 56 x 72,5, Venezia, Pinacoteca Querini Stampalia
- Il "Mondo Novo", circa 1756, olio su tela, 61 x 49, Venezia, Pinacoteca Querini Stampalia
- Il ciarlatano, 1757, olio su tela, 62 × 50, Venezia, Ca' Rezzonico
- Gli alchimisti, 1757, olio su tela, 61 × 50, Venezia, Ca' Rezzonico
- Il Ridotto (i), 1757-60, olio su tela, 61 x 49, Venezia, Pinacoteca Querini Stampalia
- Il Ridotto (ii), 1757-60, olio su tela, 60 x 47, Venezia, Pinacoteca Querini Stampalia
- La caccia all'anitra in Laguna, circa 1760, olio su tela, 57 x 74, Venezia, Pinacoteca Querini Stampalia
- I giocatori di carte, 1760, olio su tela, 60 × 47, Milano, Galleria d'Arte Moderna
- La lezione di musica, 1760, olio su rame, 45 × 58, Baltimora, Walters Art Gallery
- Il caffè, circa 1760, olio su tela, ?x? , Verona, Museo di Castelvecchio
- Le tentazioni di S. Antonio, ante 1761, olio su tela, 60 x 50, Venezia, Pinacoteca Querini Stampalia
- Monaci, canonici e frati di Venezia, 1761, olio su tela, 61 x 49, Venezia, Pinacoteca Querini Stampalia
- Pitagora filosofo, 1762, olio su tela, 130 × 91, Venezia, Gallerie dell'Accademia
- Il casotto del leone, 1762, olio su tela, 61 × 50, Venezia, Pinacoteca Querini Stampalia
- Ritratto di Francesco Guardi, 1764, olio su tela, 132 × 100, Venezia, Ca' Rezzonico
- Ritratto di famiglia veneziana, 1760-65, olio su tela, 80 × 89 cm, Segromigno Monte, Collezione Eredi Salom
- La caccia in valle , 7 episodi, ante 1765-70, olio su tela, 61 × 50 ciascuno, Venezia, Pinacoteca Querini Stampalia
- I contadini all'osteria, ante 1765-70, olio su tela, 60 x 49, Venezia, Pinacoteca Querini Stampalia
- La famiglia Michiel, 1780 c., olio su tela, 49 × 61, Venezia, Pinacoteca Querini Stampalia

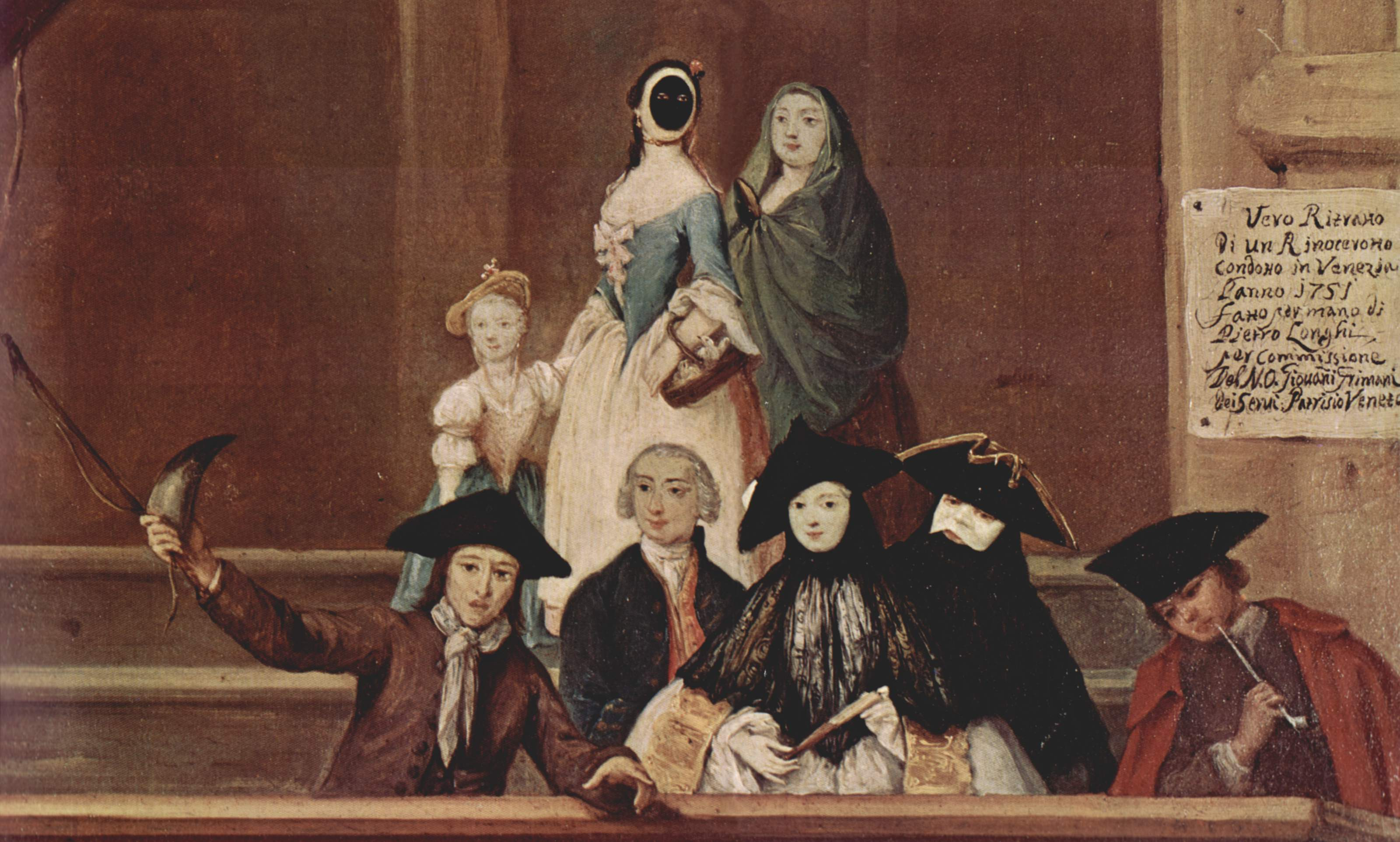
Il rinoceronte, particolare, 1751, Venezia, Ca' Rezzonico